# Patrick Labaune
Patrick Labaune, né le 13 juin 1951 à Paris (Seine), est un homme politique français. Il est président du conseil départemental de la Drôme et député de la 1re circonscription de la Drôme jusqu'en 2017.
Il est pour la première fois élu député le 28 mars 1993, pour la Xe législature dans la 1re circonscription de la Drôme. Il fait partie du groupe RPR. Il est battu par Michèle Rivasi lors des élections législatives de 1997.
Il retrouve son siège le 16 juin 2002, pour la XIIe législature (2002-2007) et siège alors au sein du groupe UMP. Il est réélu député pour la XIIIe législature (2007-2012) avec 55,46 % des suffrages puis pour la XIVe avec 51,87 %. Il est réélu député pour un quatrième mandat en juin 2012, face au maire socialiste de Valence, Alain Maurice, avec 51,87 % des suffrages.

## Biographie

### Études et carrière dans l'enseignement
À l'âge de 20 ans, il part accompagné de son cousin au Yémen, pays alors coupé en deux et sortant d'une guerre civile, où il se prend de passion pour ce pays de la péninsule arabique. Collectionneur de timbres yéménites, il repart en voyage dans ce même pays en 1976, au lieu d'opter pour un service militaire classique, pour être professeur de français à l'université de Sanaa. Patrick Labaune décide de faire à Sciences Po sa thèse de doctorat sur le Yémen du Nord intitulée Système politique et société en république arabe du Yémen. Elle s’attache à mettre en lumière la force du pouvoir périphérique des tribus – zaydites (chiite) ou chaféites (sunnite) – par rapport à celle, assez limitée, du pouvoir central à Sana’a. Sa thèse est validée en 1979 et il devient maître de conférences de sciences politiques à l'Institut d'études politiques de Grenoble.

### Carrière politique
Élu membre du conseil général de la Drôme en 1985 et 1992, conseiller régional de Rhône-Alpes en 1986 et 1992 et conseiller municipal de Valence en 1989, il est élu député de la 1re circonscription de la Drôme en 1993 sous la bannière RPR. La même année, il est appelé par le président François Mitterrand pour un voyage diplomatique au Yémen étant donné qu'il est président du groupe d'amitié franco-yéménite.
En 1995, il est élu maire de Valence, avant d'être réélu en 2001. Il a largement soutenu le développement du dispositif des zones franches urbaines qui a permis d'apporter des réponses concrètes en termes d'emplois sur le bassin valentinois faisant passer le nombre de demandeurs d'emplois de 5 800 en 1995 à 2 300 fin 2007.
Patrick Labaune est également le fondateur du contrat municipal étudiant à Valence, bourse municipale pour les étudiants ayant des difficultés financières pour poursuivre leurs études. Il préside de l'office HLM de Valence d’avril 2004 à mars 2008.
Élu député depuis 2002 sous la bannière UMP et appartenant au collectif parlementaire de la Droite populaire, il est membre de la commission des affaires étrangères et s'investit particulièrement sur les questions relatives à la coopération entre la France et l'Arménie et sur le monde arabo-musulman, tout particulièrement sur la péninsule arabique et également sur le groupe d'études sur la question du Tibet qu'il vice-préside. Dans le cadre de la réserve parlementaire, aide de l’État attribuée directement par le député, il s'investit fortement aux côtés des communes du canton de Tain-l'Hermitage. Cet engagement a permis la réalisation de 39 projets (922 975 €) pour l'amélioration du cadre de vie et du bien-être des habitants (travaux d'aménagement, d'extension de routes, de bâtiments).
Il a également appartenu à Debout la République, à l'époque courant de l'UMP : le 9 juillet 2003, il présente les clubs locaux du courant avec Jacques Baudot, Nicolas Dupont-Aignan, Lionnel Luca, Étienne Mourrut et François-Xavier Villain. Le 25 octobre 2005, alors que Nicolas Dupont-Aignan lance sa candidature avortée à l'élection présidentielle de 2007, il est l'un des parlementaires qui lui apportent leur soutien, avec Jacques Baudot, François Guillaume et François-Xavier Villain.
Aux élections municipales 2008, sa liste est défaite par Alain Maurice. Il devient conseiller municipal d'opposition mais démissionne immédiatement afin de se consacrer à ses autres mandats.
Candidat à sa succession lors des élections législatives de juin 2012 dans la 1re circonscription de la Drôme sous l'étiquette UMP, il est réélu au second tour avec 51,87 % des suffrages face à son adversaire socialiste, le maire de Valence Alain Maurice qui obtient 48,13 % des suffrages.
Il est l'un des députés UMP à voter contre le Pacte budgétaire européen en octobre 2012.
En 2014, lors des municipales il soutient la candidature de Nicolas Daragon au poste de maire de Valence. Daragon remporte l'élection face au socialiste Alain Maurice.
En mars 2015, il est élu conseiller départemental du canton de Valence-4 en tandem avec Véronique Pugeat,. Le 2 avril suivant, il est élu à la présidence du département.
Le 29 mai 2017, il démissionne de la présidence du conseil départemental de la Drôme.
Il soutient Nicolas Sarkozy pour la primaire présidentielle des Républicains de 2016.

## Affaires et critiques

### L'affaire du tract diffamatoire
En novembre 1994, lors de sa première campagne électorale, il diffuse un tract anonyme contre son adversaire, Rodolphe Pesce, maire sortant de Valence. Ce tract accuse le maire de soutenir des intégristes musulmans. À la suite de l’inauguration de la mosquée de Valence il écrit : « Pesce préfèrent (sic) les islamistes du FIS que les français ». Le maire dépose plainte pour diffamation. Patrick Labaune reconnaît être l’auteur du tract et est condamné à payer une amende de 5 000 F. Il affirme textuellement avoir « pété les plombs ». Nommé par le Monde « le député Corbeau » , il remporte cependant l'élection municipale de 1995.

### L'affaire du mariage
Le 14 septembre 2002, il s’oppose au mariage d’un couple marocain alors que le Procureur de la république de Valence avait indiqué que ce mariage était conforme à la loi républicaine et que rien ne s’y opposait. Il s’éclipse de la salle de mariage alors que les invités sont en place, prétextant un malaise. Il tente au même moment d’expulser l'association de solidarité à tous les immigrés (ASTI) de son local. Il fait finalement marche arrière devant la mobilisation des associations, des élus de la minorité et de nombreuses personnalités à l'instar d'Alfred Grosser, ancien directeur de la thèse de Patrick Labaune à l'IEP de Paris. Le couple a porté plainte pour voie de fait. Patrick Labaune a été condamné par le tribunal de grande instance à payer une amende de 2 000 €.

### La gestion des finances publiques
En 2002, un rapport de la chambre régionale des comptes de Rhône-Alpes procède au contrôle des comptes de la commune de Valence de 1994 à 2000 et établit des observations mettant en évidence des anomalies sur la gestion des parkings urbains, la gestion du personnel, la fonction éducation. Un second rapport de 2000 à 2003 a étudié la situation financière et les interventions économiques, la gestion du personnel, la gestion des parcs de stationnement. Dans chacun de ces domaines, la commission a observé un certain nombre d’anomalies : mise en cause de la fiabilité des comptes, règlements non appliqués...
En mai 2018, Patrick Labaune annonce sa convocation en correctionnelle pour détournement de fonds publics. Le rapport de la chambre régionale des comptes de 2017 avait révélé des anomalies concernant le licenciement tardif de 3 collaborateurs, pour un préjudice estimé à près de 200 000 euros pour le département. L’affaire sera jugée le 11 septembre 2018 à Grenoble.
Patrick Labaune est finalement condamné en appel en 2021 pour détournement de fonds publics pour avoir trouvé notamment un arrangement avec l'ancien directeur des services de son prédécesseur aux frais du contribuable. Alors qu'il a quitté ses fonctions en juin 2015, ce collaborateur a été salarié du département jusqu’en mai 2016, avec paie, congés, avantages en nature, une voiture de fonction et le paiement de sa formation de reconversion. Pour cette affaire Patrick Labaune, écope de deux ans de prison avec sursis, 10 000 euros d’amende, 5 ans d’inéligibilité et 3 000 euros pour le préjudice moral du département.

### L'affaire Labaune-Daragon
En mai 2017, le responsable de Debout la France en Drôme Ardèche, Damien Toumi, rapporte au Dauphiné Libéré la proposition que lui a faite Patrick Labaune : faire campagne contre l'actuel maire de Valence, Nicolas Daragon. Patrick Labaune juge ce dernier - pourtant issu de son parti Les Républicains - trop à gauche et responsable de « l'arabisation de Valence » parlant même de le « faire tomber ». Labaune aurait proposé de soutenir financièrement et logistiquement la campagne de Damien Toumi mais le jeune homme méfiant et opposé à ce genre de « combine politicarde » a choisi de rendre l'affaire publique. Le 29 mai 2017, face à l'indignation soulevée dans la Drôme, à droite comme à gauche, Patrick Labaune démissionne de ses fonctions de président du conseil départemental de la Drôme. 

## Mandats
- 22 mars 1985 - 14 mars 1992 : conseiller général du canton de Valence-2
- 15 mars 1992 - 27 juin 1995 : vice-président du conseil général de la Drôme
- 1er mars 1986 - 22 mars 1992, 23 mars 1992 - 17 avril 1993[18], 16 mars 1998 - 14 juillet 2002[18] : conseiller régional de Rhône-Alpes
- 20 mars 1989 - 18 juin 1995 : conseiller municipal de Valence
- 19 juin 1995 - 7 avril 2004[18] : maire de Valence
- 7 avril 2004 - 16 mars 2008 : conseiller municipal de Valence
- 29 mars 2004 - 2 avril 2015 : conseiller régional de Rhône-Alpes
- 2 avril 2015 - 29 mai 2017 : président du conseil départemental de la Drôme
- 2 avril 1993 - 21 avril 1997 ; 19 juin 2002 : député de la 1re circonscription de la Drôme
- 2 avril 2015 - 27 juin 2021 : conseiller départemental du canton de Valence-4